# Saoshyant
Saoshyant (em avéstico:  𐬯𐬀𐬊𐬳𐬌𐬌𐬀𐬧𐬝, transl. Saoš́iiaṇt̰) ou soshan (em persa médio: Sōšān) é um termo avéstico significando "aquele que trará benefício",[carece de fontes?] utilizado particularmente para uma figura escatológica que traz o Frashokereti no fim dos tempos. Originalmente um termo zoroastrista, também é usado pela fé Baha'i.

## No zoroastrismo

### Nome comum
Nos Gatas, o termo Saoshyant é utilizado como substantivo comum para referir-se à missão profética para com seus seguidores, que "trará benfício" à humanidade, enquanto no Avestá denota genericamente líderes religiosos, incluindo o próprio Zaratustra, que se refere a si próprio desta maneira. O nome airyaman ("membro da comunidade"), conversivamente, é um epíteto do saoshyant, enquanto o epíteto da figura salvadora é astvat-әrәta, "contendo justiça" ou "verdade encarnada". Durante o período aquemênida esta ideia ampliou-se no sentido da crença em três Saoshyants. Cada um deles nascerá de uma semente do profeta Zaratustra deposta no lago Kasaoya. Uma virgem chamada Eredat-fedhri tomará banho neste lago, ficará grávida e dará à luz o salvador. Cada um dos saoshyant surge num período em que as pessoas começaram a esquecer a mensagem de Zaratustra (a "Boa Religião"). O primeiro, chamado Ukhshyat-ereta, surgirá mil anos após Zaratustra, sendo responsável pela renovação da mensagem do profeta; mil anos depois aparecerá o seu irmão, Ukhshyat-nemah, e por último o mais importante de todos, Astvat-erat, que dará início ao fim do mundo. [carece de fontes?]

### Personagem
Saoshyant aparece pela primeira vez como um nome próprio no Avestá, especificamente em Iaste 13:129. Apesar de a tradição iraniana crer em uma série de saoshyant, desenvolveu-se a crença de que no fim dos tempos um último teria a missão de administrar julgamento, destruir os maus, ressuscitar os bons e executar um último sacrifício do touro Hatayosh, recebendo uma bebida da imortalidade a ser administrada aos seus seguidores.

## Em outras religiões
Alguns afirmam que é possível que o conceito de Saoshyant tenha influenciado a ideia do Messias no Judaísmo. Alega-se que esta influência possa ter ocorrido durante o período do cativeiro dos judeus na Babilônia, já que é comumente aceito por especialistas o fato de a Torá ter sido escrita no século VI a.C.[carece de fontes?]
A tradição Baha'i acredita que as profecias do saoshyant teriam sido cumpridas na pessoa de Bahá'u'lláh, enquanto dois prefiguradores, também previstos pela tradição zoroastriana, seriam Maomé e Báb.